# Monroe (Washington)
Monroe is een plaats (city) in de Amerikaanse staat Washington, en valt bestuurlijk gezien onder Snohomish County.

## Demografie
Bij de volkstelling in 2000 werd het aantal inwoners vastgesteld op 13.795.
In 2006 is het aantal inwoners door het United States Census Bureau geschat op 16.152, een stijging van 2357 (17.1%).

## Geografie
Volgens het United States Census Bureau beslaat de plaats een oppervlakte van
15,1 km², waarvan 15,0 km² land en 0,1 km² water. Monroe ligt op ongeveer 18 m boven zeeniveau.

## Plaatsen in de nabije omgeving
De onderstaande figuur toont nabijgelegen plaatsen in een straal van 12 km rond Monroe.

## Geboren
- Chuck Close (1940-2021), kunstschilder en fotograaf
- Benson Boone (2002), zanger en schrijver